# Ruben Gabrielsen
Lunan Ruben Gabrielsen (* 10. März 1992 in Lena, Østre Toten) ist ein norwegischer Fußballspieler. Er ist zweimaliger norwegischer Nationalspieler.

## Karriere

### Verein
Ruben Gabrielsen, dessen Vater Kameruner und dessen Mutter Norwegerin ist, in einer Siedlung mit dem Namen Lena, welche zur Kommune Østre Toten in der Provinz Oppland (seit 2020 Innlandet) gehört, geboren und spielte für die örtlichen Fußballvereine Kapp IF – 8 Kilometer von Lena entfernt – sowie FK Toten – beheimatet in Lena –, bevor er als Minderjähriger einen Vertrag beim Viertligisten FK Gjøvik-Lyn, 19 Kilometer nördlich von Lena, erhielt. Zur Saison 2009 schloss sich Gabrielsen dem Erstligisten Lillestrøm SK an. Sein Debüt im Punktspielbetrieb gab er am 4. April 2019 im Alter von 17 Jahren, als er beim 1:3 im Auswärtsspiel gegen Aalesunds FK eingesetzt wurde. War Ruben Gabrielsen bei Lillestrøm SK in seinen ersten beiden Spielzeiten selten zum Einsatz gekommen, spielte er in den folgenden beiden Saisons regelmäßiger. In der Spielzeit 2013 blieb Gabrielsen ohne Einsatz, erkämpfte sich in der ersten Hälfte der folgenden Saison allerdings einen Stammplatz.
Daraufhin wechselte er zu Molde FK, wurde allerdings anfänglich nicht regelmäßig eingesetzt. Der Durchbruch in Molde gelang Ruben Gabrielsen erst in der Spielzeit 2016, als er in 29 Punktspielen zum Einsatz kam und dabei oft durchspielte. Zwischenzeitlich folgten die ersten Partien in Pflichtspielen außerhalb der norwegischen Grenzen, als er in der UEFA Europa League mit Molde FK die Zwischenrunde erreichte und dort gegen den Titelverteidiger FC Sevilla, der später auch zum dritten Mal nacheinander den Wettbewerb gewann, ausschied. Auch in den folgenden Jahren war Gabrielsen, der bei Molde FK von Ole Gunnar Solskjær, einer Legende von Manchester United trainiert wurde, Stammspieler und führte seinen Verein als Kapitän an. Während der Wintertransferperiode 2019/2020 schloss er sich in Frankreich dem Erstligisten FC Toulouse an. Bis zum Abbruch der Spielzeit, die aufgrund der COVID-19-Pandemie erfolgte, kam Ruben Gabrielsen in acht von neun Partien zum Einsatz und stieg mit seinem Verein in die Ligue 2 ab. Im August 2021 wurde der Spieler bis Jahresende an den FC Kopenhagen ausgeliehen. Anschließend kehrte er nicht nach Toulouse zurück, sondern wechselte in die Vereinigten Staaten zum Austin FC. Nach einer Spielzeit ging er nach Lillestrøm zurück.

### Nationalmannschaft
Ruben Gabrielsen absolvierte im Jahr 2017 4 Spiele für die norwegische U15-Nationalmannschaft sowie jeweils 10 Partien für die U16-Auswahl (1 Tor) und für die U17-Nationalelf (3 Treffer) in den Jahren 2008 und 2009. 2010 debütierte er für die U18-Junioren, für die er 7 Spiele absolvierte, und für die U19-Nationalmannschaft, für die er bis 2011 auf 10 Partien kam. Im Oktober 2012 lief Gabrielsen in 2 Spielen für die U20-Auswahl auf. Im Jahr 2014 absolvierte er eine Partie für die norwegische U21-Nationalmannschaft, im Jahr 2015 ein Spiel für die U23-Auswahl.
2016 wurde Ruben Gabrielsen vom damaligen norwegischen Nationaltrainer Per-Mathias Høgmo für die Testspiele vor der Europameisterschaft 2016 in Frankreich, für die sich Norwegen nicht qualifiziert hatte, gegen Island und Belgien nominiert. Bis jetzt kam er in einem Länderspiel zum Einsatz.